# Hrvatice (igraće karte)
Hrvatice je naziv za igraće karte za poker i slične igre.
Naziv se rabi u Zagori. Nazivi za boje u kartama: srce, ditelina, dijamant, list.
Špil igraćih karata hrvatica (naziv iz Zagore) (drugdje: karte za poker, "francuske igraće karte") sadrži 52 igraće karte, po trinaest u svakoj od četiri boje. Boje su: list/pik (♠), srce/herc (♥), dijamant/karo (♦) i ditelina/tref (♣). Karte su po hijerarhiji poredane: 2, 3, 4, 5, 6, 7, 8, 9, 10, J (luda, džoker), Q (kraljica), K (kralj), A (as). S ovim tipom karata može se igrati poker, preferans, bridž, blackjack, tablić, žandar i dr.